# Jubilee Street
„Jubilee Street“ je píseň australské rockové skupiny Nick Cave and the Bad Seeds. Poprvé vyšla dne 15. ledna 2013 jako druhý singl z alba Push the Sky Away, které následně vyšlo v únoru téhož roku. Singl vyšel pouze v digitální formě, nikoliv však na CD ani na vinylové desce. Hudbu k písni složil Nick Cave spolu s Warrenem Ellisem a text napsal sám Cave. Producentem písně, stejně jako celého alba, byl Nick Launay. K písni byl natočen i videoklip, jehož režisérem byl John Hillcoat a vedle Cavea v něm hrál například Ray Winstone. Poprvé byl představen 5. února 2013. Následně však bylo z YouTube staženo a muselo být nahráno v nové cenzurované verzi.